# Locustogammarus intermedius
Locustogammarus intermedius is een vlokreeftensoort uit de familie van de Anisogammaridae. De wetenschappelijke naam van de soort is voor het eerst geldig gepubliceerd in 1996 door Labay.